# Уилсон, Констанс
Констанс Уилсон (в замужестве Уилсон-Сэмюэль) (англ. Constance Wilson-Samuel; 7 января 1908, Торонто — 28 февраля 1953, Канзас-Сити, Миссури) — канадская фигуристка, бронзовый призёр чемпионата мира 1932 года, девятикратная чемпионка Канады, чемпионка Великобритании, участница Олимпийских игр 1928 и 1932 годов в женском одиночном катании, а также пятикратная чемпионка Канады, участница Олимпийских игр 1932 в парном катании. В паре выступала со своим братом Монтгомери Уилсоном.
Готовилась выступать на зимних Олимпийских играх в 1936 году, однако из-за травмы снялась с соревнований.
После замужества жила в США.

## Спортивные достижения

### Женское одиночное катание
| Соревнования/Сезоны         | 1923 | 1924 | 1925 | 1926 | 1927 | 1928 | 1929 | 1930 | 1931 | 1932 | 1933 | 1934 | 1935 |
| --------------------------- | ---- | ---- | ---- | ---- | ---- | ---- | ---- | ---- | ---- | ---- | ---- | ---- | ---- |
| Зимние Олимпиады            |      |      |      |      |      | 6    |      |      |      | 4    |      |      | WD   |
| Чемпионаты мира             |      |      |      |      |      | 4    |      | 4    |      | 3    |      |      |      |
| Чемпионаты Северной Америки |      |      |      |      | 2    |      | 1    |      | 1    |      | 1    |      | 1    |
| Чемпионаты Канады           | 3    | 1    | 2    | 2    | 1    |      | 1    | 1    | 1    | 1    | 1    | 1    | 1    |
| Чемпионаты Великобритании   |      |      |      |      |      | 1    |      |      |      |      |      |      |      |

- * WD = Снялась с соревнования

### Парное катание
| Соревнования/Сезоны         | 1927 | 1928 | 1929 | 1930 | 1931 | 1932 | 1933 | 1934 | 1935 |
| --------------------------- | ---- | ---- | ---- | ---- | ---- | ---- | ---- | ---- | ---- |
| Зимние Олимпиады            |      |      |      |      |      | 5    |      |      |      |
| Чемпионаты мира             |      |      |      | 4    |      | 6    |      |      |      |
| Чемпионаты Северной Америки | 3    |      | 1    |      | 1    |      | 1    |      | 2    |
| Чемпионаты Канады           | 2    |      | 1    | 1    | 2    | 1    | 1    | 1    | 3    |